# Filles del Sagrat Cor de Jesús de Guadalajara
|  | No s'ha de confondre amb Filles del Sagrat Cor de Jesús. |

Les Filles del Sagrat Cor de Jesús, conegudes també com de Guadalajara pel seu lloc de fundació (en espanyol Hijas del Sagrado Corazón de Jesús) són una congregació religiosa dedicada a l'assistència a malalts. Les germanes que en formen part posposen al seu nom les sigles H.S.C.J.
La congregació havia estat fundada per Atenógenes Silva y Álvarez Tostado (1848-1911), canonge de la catedral de Guadalajara (Mèxic) i, més tard, bisbe de Colima i arquebisbe de Morelia, amb cinc dones que confessava i que volien fer vida religiosa. El 2 de febrer de 1886 van obrir a Guadalajara, al carrer Analco 217, un hospital gratuït per a malalts crònics pobres, que fou dedicat al Sagrat Cor. Era una casa amb capacitat per a deu malalts, les despeses de la qual pagava una benefactora: Guadalupe Villaseñor de Pérez Verdía. En 1905, ingressà en la congregació María Venegas de la Torre (1868-1959), que en fou elegida superiora el 1921. Va reorganitzar la comunitat, que va començar a difondre's. Escrigué les primeres constitucions de l'institut, que foren aprovades per l'arquebisbe de Guadalajara, José Francisco Orozco y Jiménez. El decretum laudis pontifici arribà el 26 de juliol de 1930.
Les Filles del Sagrat Cor de Jesús es dediquen a la cura de malalts, l'educació religiosa i l'apostolat missioner. En 2006 eren 188 religioses en trenta cases, presents a: Mèxic, Guatemala, Honduras, Xile i Guinea;.